# Paris-Roubaix 2024
Paris-Roubaix 2024 var den 121. udgave af det franske brostensmonument Paris-Roubaix. Linjeløbet blev kørt den 7. april 2024 med start i Compiègne og mål på Vélodrome André-Pétrieux i Roubaix. Løbet var 16. arrangement på UCI World Tour 2024.
For andet år i træk endte Mathieu van der Poel og Jasper Philipsen fra Alpecin-Deceuninck på første- og andenpladsen. Danske Mads Pedersen kom ind på tredjepladsen, hvilket var første gang siden 1896 at en dansker endte på podiet.

## Ruten

### Pavéerne i løbet
| Sektor | Km    | Lokation                                  | Længde (m) | Sværhedsgrad |
| ------ | ----- | ----------------------------------------- | ---------- | ------------ |
| 29     | 96    | Troisvilles > Inchy                       | 2.200      | 02           |
| 28     | 102,5 | Viesly > Quiévy                           | 1.800      | 03           |
| 27     | 105,1 | Quiévy > Saint-Python                     | 3.700      | 04           |
| 26     | 111,3 | Viesly > Briastre                         | 3.000      | 03           |
| 25     | 122,6 | Vertain > Saint-Martin-sur-Écaillon       | 2.300      | 03           |
| 24     | 129,3 | Capelle > Ruesnes                         | 1.700      | 03           |
| 23     | 138,3 | Artres > Quérénaing                       | 1.300      | 02           |
| 22     | 140,1 | Quérénaing > Maing                        | 2.500      | 03           |
| 21     | 143,2 | Maing > Monchaux-sur-Écaillon             | 1.600      | 03           |
| 20     | 156,2 | Haveluy > Wallers                         | 2.500      | 04           |
| 19     | 164,4 | Trouée d'Arenberg                         | 2.300      | 05           |
| 18     | 170,4 | Wallers > Hélesmes                        | 1.600      | 03           |
| 17     | 177,2 | Hornaing > Wandignies-Hamage              | 3.700      | 04           |
| 16     | 184,7 | Warlaing > Brillon                        | 2.400      | 03           |
| 15     | 188,2 | Tilloy-lez-Marchiennes > Sars-et-Rosières | 2.400      | 04           |
| 14     | 194,5 | Beuvry-la-Forêt > Orchies                 | 1.400      | 03           |
| 13     | 199,5 | Orchies                                   | 1.700      | 03           |
| 12     | 205,6 | Auchy-lez-Orchies > Bersée                | 2.700      | 04           |
| 11     | 211,1 | Mons-en-Pévèle                            | 3.000      | 05           |
| 10     | 217,1 | Mérignies > Avelin                        | 700        | 02           |
| 9      | 220,5 | Pont-Thibaut > Ennevelin                  | 1.400      | 03           |
| 8      | 225,9 | Templeuve - L'Épinette                    | 200        | 01           |
| 8      | 226,4 | Templeuve - Moulin-de-Vertain             | 500        | 02           |
| 7      | 232,8 | Cysoing > Bourghelles                     | 1.300      | 03           |
| 6      | 235,3 | Bourghelles > Wannehain                   | 1.100      | 03           |
| 5      | 239,8 | Camphin-en-Pévèle                         | 1.800      | 04           |
| 4      | 242,5 | Carrefour de l'Arbre                      | 2.100      | 05           |
| 3      | 244,8 | Gruson                                    | 1.100      | 02           |
| 2      | 251,5 | Willems > Hem                             | 1.400      | 03           |
| 1      | 258,3 | Roubaix (Espace Charles Crupelandt)       | 300        | 01           |
| I alt  | I alt | I alt                                     | 55.700     | 55.700       |

## Resultat
| \| Samlede stilling \| Samlede stilling \| Samlede stilling \| Samlede stilling \| Samlede stilling \| \| Rytter \| Rytter \| Hold \| Tid \| \| \| ---------------- \| -------------------- \| ------------------ \| ---------------- \| ---------------- \| \| 1. \| Mathieu van der Poel \| Alpecin-Deceuninck \| 5t 25' 58" \| \| \| 2. \| Jasper Philipsen \| Alpecin-Deceuninck \| + 3' 00" \| \| \| 3. \| Mads Pedersen \| Lidl-Trek \| + 3' 00" \| \| \| 4. \| Nils Politt \| UAE Team Emirates \| + 3' 00" \| \| \| 5. \| Stefan Küng \| Groupama-FDJ \| + 3' 15" \| \| \| 6. \| Gianni Vermeersch \| Alpecin-Deceuninck \| + 3' 47" \| \| \| 7. \| Laurence Pithie \| Groupama-FDJ \| + 3' 48" \| \| \| 8. \| Jordi Meeus \| Bora-Hansgrohe \| + 4' 47" \| \| \| 9. \| Søren Wærenskjold \| Uno-X Mobility \| + 4' 47" \| \| \| 10. \| Madis Mihkels \| Intermarché-Wanty \| + 4' 47" \| \| |                      |                    |            |
| |                      |                    |            |
| Kilde: ProCyclingStats |                      |                    |            |
| Samlede stilling |                      |                    |            |
| Rytter | Rytter               | Hold               | Tid        |
| 1. | Mathieu van der Poel | Alpecin-Deceuninck | 5t 25' 58" |
| 2. | Jasper Philipsen     | Alpecin-Deceuninck | + 3' 00"   |
| 3. | Mads Pedersen        | Lidl-Trek          | + 3' 00"   |
| 4. | Nils Politt          | UAE Team Emirates  | + 3' 00"   |
| 5. | Stefan Küng          | Groupama-FDJ       | + 3' 15"   |
| 6. | Gianni Vermeersch    | Alpecin-Deceuninck | + 3' 47"   |
| 7. | Laurence Pithie      | Groupama-FDJ       | + 3' 48"   |
| 8. | Jordi Meeus          | Bora-Hansgrohe     | + 4' 47"   |
| 9. | Søren Wærenskjold    | Uno-X Mobility     | + 4' 47"   |
| 10. | Madis Mihkels        | Intermarché-Wanty  | + 4' 47"   |

## Hold og ryttere
| UCI WorldTeams (18)- Alpecin-Deceuninck - Arkéa-B&B Hotels - Astana Qazaqstan Team - Bahrain Victorious - Bora-Hansgrohe - Cofidis - Decathlon-AG2R La Mondiale - EF Education-EasyPost - Groupama-FDJ - Ineos Grenadiers - Intermarché-Wanty - Lidl-Trek - Movistar Team - Soudal Quick-Step - Team dsm-firmenich PostNL - Team Jayco AlUla - Team Visma \| Lease a Bike - UAE Team Emirates UCI ProTeams (7)- Bingoal WB - Israel-Premier Tech - Lotto Dstny - Q36.5 Pro Cycling Team - Team Flanders-Baloise - TotalEnergies - Uno-X Mobility |
| |

### Danske ryttere
| Danske ryttere på startlisten |                   |                       |           |
| Rygnummer                     | Rytter            | Hold                  | Placering |
| 21                            | Mads Pedersen     | Lidl-Trek             | 3         |
| 53                            | Anders Foldager   | Team Jayco AlUla      | OTL       |
| 82                            | Mikkel Bjerg      | UAE Team Emirates     | 51        |
| 112                           | Kasper Asgreen    | Soudal Quick-Step     | 88        |
| 115                           | Casper Pedersen   | Soudal Quick-Step     | DNF       |
| 175                           | Mathias Norsgaard | Movistar Team         | 69        |
| 205                           | Michael Mørkøv    | Astana Qazaqstan Team | DNS       |
| 235                           | Alexander Salby   | Bingoal WB            | DNF       |

* DNF = gennemførte ikke

* DNS = stillede ikke til start

* OTL = over tidsgrænsen

### Startliste
| Alpecin-Deceuninck ADC | Alpecin-Deceuninck ADC                | Alpecin-Deceuninck ADC |
| ---------------------- | ------------------------------------- | ---------------------- |
| Nr.                    | Rytter                                | Placering              |
| 1                      | Mathieu van der Poel (NED) (landevej) | 1.                     |
| 2                      | Silvan Dillier (SUI)                  | 85.                    |
| 3                      | Timo Kielich (BEL)                    | 86.                    |
| 4                      | Jasper Philipsen (BEL)                | 2.                     |
| 5                      | Edward Planckaert (BEL)               | 45.                    |
| 6                      | Oscar Riesebeek (NED)                 | HD                     |
| 7                      | Gianni Vermeersch (BEL)               | 6.                     |

| Team Visma \| Lease a Bike TVL | Team Visma \| Lease a Bike TVL      | Team Visma \| Lease a Bike TVL |
| ------------------------------ | ----------------------------------- | ------------------------------ |
| Nr.                            | Rytter                              | Placering                      |
| 11                             | Dylan van Baarle (NED) (landevej)   | DNS                            |
| 12                             | Edoardo Affini (ITA)                | 71.                            |
| 13                             | Per Strand Hagenes (NOR)            | 44.                            |
| 14                             | Christophe Laporte (FRA) (landevej) | 25.                            |
| 15                             | Julien Vermote (BEL)                | 52.                            |
| 16                             | Tim van Dijke (NED)                 | 16.                            |
| 17                             | Mick van Dijke (NED)                | 19.                            |

| Lidl-Trek LTK | Lidl-Trek LTK                  | Lidl-Trek LTK |
| ------------- | ------------------------------ | ------------- |
| Nr.           | Rytter                         | Placering     |
| 21            | Mads Pedersen (DEN)            | 3.            |
| 22            | Tim Declercq (BEL)             | 39.           |
| 23            | Daan Hoole (NED)               | 53.           |
| 24            | Jonathan Milan (ITA)           | DNF           |
| 25            | Edward Theuns (BEL)            | 47.           |
| 26            | Mathias Vacek (CZE) (landevej) | 43.           |
| 27            | Otto Vergaerde (BEL)           | DNF           |

| Groupama-FDJ GFC | Groupama-FDJ GFC        | Groupama-FDJ GFC |
| ---------------- | ----------------------- | ---------------- |
| Nr.              | Rytter                  | Placering        |
| 31               | Stefan Küng (SUI)       | 5.               |
| 32               | Lewis Askey (GBR)       | 37.              |
| 33               | Sven Erik Bystrøm (NOR) | 74.              |
| 34               | Clément Davy (FRA)      | 90.              |
| 35               | Fabian Lienhard (SUI)   | 84.              |
| 36               | Laurence Pithie (NZL)   | 7.               |
| 37               | Marc Sarreau (FRA)      | 46.              |

| Team dsm-firmenich PostNL DFP | Team dsm-firmenich PostNL DFP | Team dsm-firmenich PostNL DFP |
| ----------------------------- | ----------------------------- | ----------------------------- |
| Nr.                           | Rytter                        | Placering                     |
| 41                            | John Degenkolb (GER)          | 11.                           |
| 42                            | Pavel Bittner (CZE)           | 29.                           |
| 43                            | Patrick Eddy (AUS)            | DNF                           |
| 44                            | Nils Eekhoff (NED)            | 32.                           |
| 45                            | Niklas Märkl (GER)            | HD                            |
| 46                            | Tim Naberman (NED)            | HD                            |
| 47                            | Casper van Uden (NED)         | DNF                           |

| Team Jayco AlUla JAY | Team Jayco AlUla JAY        | Team Jayco AlUla JAY |
| -------------------- | --------------------------- | -------------------- |
| Nr.                  | Rytter                      | Placering            |
| 51                   | Max Walscheid (GER)         | 49.                  |
| 52                   | Luke Durbridge (AUS)        | DNF                  |
| 53                   | Anders Foldager (DEN)       | HD                   |
| 54                   | Amund Grøndahl Jansen (NOR) | HD                   |
| 55                   | Kelland O'Brien (AUS)       | 110.                 |
| 56                   | Blake Quick (AUS)           | HD                   |
| 57                   | Elmar Reinders (NED)        | DNF                  |

| Intermarché-Wanty IWA | Intermarché-Wanty IWA     | Intermarché-Wanty IWA |
| --------------------- | ------------------------- | --------------------- |
| Nr.                   | Rytter                    | Placering             |
| 61                    | Laurenz Rex (BEL)         | DNF                   |
| 62                    | Madis Mihkels (EST)       | 10.                   |
| 63                    | Hugo Page (FRA)           | 34.                   |
| 64                    | Adrien Petit (FRA)        | DNF                   |
| 65                    | Baptiste Planckaert (BEL) | 59.                   |
| 66                    | Mike Teunissen (NED)      | 22.                   |
| 67                    | Gijs Van Hoecke (BEL)     | DNF                   |

| Uno-X Mobility UXM | Uno-X Mobility UXM          | Uno-X Mobility UXM |
| ------------------ | --------------------------- | ------------------ |
| Nr.                | Rytter                      | Placering          |
| 71                 | Alexander Kristoff (NOR)    | 21.                |
| 72                 | Jonas Abrahamsen (NOR)      | 27.                |
| 73                 | Stian Fredheim (NOR)        | 65.                |
| 74                 | Tord Gudmestad (NOR)        | 89.                |
| 75                 | Erik Nordsæter Resell (NOR) | DNF                |
| 76                 | Rasmus Tiller (NOR)         | 28.                |
| 77                 | Søren Wærenskjold (NOR)     | 9.                 |

| UAE Team Emirates UAD | UAE Team Emirates UAD  | UAE Team Emirates UAD |
| --------------------- | ---------------------- | --------------------- |
| Nr.                   | Rytter                 | Placering             |
| 81                    | Nils Politt (GER)      | 4.                    |
| 82                    | Mikkel Bjerg (DEN)     | 51.                   |
| 83                    | Álvaro Hodeg (COL)     | DNF                   |
| 85                    | Sebastián Molano (COL) | 76.                   |
| 86                    | António Morgado (POR)  | 87.                   |
| 87                    | Michael Vink (NZL)     | DNS                   |
| 88                    | Tim Wellens (BEL)      | 15.                   |

| Ineos Grenadiers IGD | Ineos Grenadiers IGD | Ineos Grenadiers IGD |
| -------------------- | -------------------- | -------------------- |
| Nr.                  | Rytter               | Placering            |
| 91                   | Ben Turner (GBR)     | DNF                  |
| 92                   | Andrew August (USA)  | HD                   |
| 93                   | Ben Swift (GBR)      | 58.                  |
| 94                   | Connor Swift (GBR)   | 48.                  |
| 95                   | Tom Pidcock (GBR)    | 17.                  |
| 96                   | Joshua Tarling (GBR) | DQ                   |
| 97                   | Elia Viviani (ITA)   | DNF                  |

| Bahrain Victorious TBV | Bahrain Victorious TBV       | Bahrain Victorious TBV |
| ---------------------- | ---------------------------- | ---------------------- |
| Nr.                    | Rytter                       | Placering              |
| 101                    | Fred Wright (GBR) (landevej) | 12.                    |
| 102                    | Kamil Gradek (POL)           | 41.                    |
| 103                    | Fran Miholjević (CRO)        | 102.                   |
| 104                    | Andrea Pasqualon (ITA)       | 50.                    |
| 105                    | Dušan Rajović (SRB)          | 92.                    |
| 106                    | Cameron Scott (AUS)          | HD                     |
| 107                    | Łukasz Wiśniowski (POL)      | DNF                    |

| Soudal Quick-Step SOQ | Soudal Quick-Step SOQ    | Soudal Quick-Step SOQ |
| --------------------- | ------------------------ | --------------------- |
| Nr.                   | Rytter                   | Placering             |
| 111                   | Yves Lampaert (BEL)      | 36.                   |
| 112                   | Kasper Asgreen (DEN)     | 88.                   |
| 113                   | Tim Merlier (BEL)        | DNF                   |
| 114                   | Gianni Moscon (ITA)      | DNF                   |
| 115                   | Casper Pedersen (DEN)    | DNF                   |
| 116                   | Bert Van Lerberghe (BEL) | 42.                   |
| 117                   | Warre Vangheluwe (BEL)   | DNF                   |

| Arkéa-B&B Hotels ARK | Arkéa-B&B Hotels ARK   | Arkéa-B&B Hotels ARK |
| -------------------- | ---------------------- | -------------------- |
| Nr.                  | Rytter                 | Placering            |
| 121                  | Luca Mozzato (ITA)     | 72.                  |
| 122                  | Jenthe Biermans (BEL)  | 23.                  |
| 123                  | David Dekker (NED)     | DNF                  |
| 124                  | Donavan Grondin (FRA)  | 82.                  |
| 125                  | Daniel McLay (GBR)     | HD                   |
| 126                  | Miles Scotson (AUS)    | 105.                 |
| 127                  | Florian Sénéchal (FRA) | 60.                  |

| Bora-Hansgrohe BOH | Bora-Hansgrohe BOH   | Bora-Hansgrohe BOH |
| ------------------ | -------------------- | ------------------ |
| Nr.                | Rytter               | Placering          |
| 131                | Marco Haller (AUT)   | DNF                |
| 132                | Emil Herzog (GER)    | HD                 |
| 133                | Luis-Joe Lührs (GER) | DNF                |
| 134                | Filip Maciejuk (POL) | 97.                |
| 135                | Jordi Meeus (BEL)    | 8.                 |
| 136                | Ryan Mullen (IRL)    | DNF                |
| 137                | Sam Welsford (AUS)   | 83.                |

| Decathlon-AG2R La Mondiale DAT | Decathlon-AG2R La Mondiale DAT | Decathlon-AG2R La Mondiale DAT |
| ------------------------------ | ------------------------------ | ------------------------------ |
| Nr.                            | Rytter                         | Placering                      |
| 141                            | Oliver Naesen (BEL)            | 24.                            |
| 142                            | Edvald Boasson Hagen (NOR)     | 77.                            |
| 143                            | Dries De Bondt (BEL)           | DNF                            |
| 144                            | Sander De Pestel (BEL)         | 40.                            |
| 145                            | Pierre Gautherat (FRA)         | 57.                            |
| 146                            | Jordan Labrosse (FRA)          | 101.                           |
| 147                            | Damien Touzé (FRA)             | 99.                            |

| EF Education-EasyPost EFE | EF Education-EasyPost EFE          | EF Education-EasyPost EFE |
| ------------------------- | ---------------------------------- | ------------------------- |
| Nr.                       | Rytter                             | Placering                 |
| 151                       | Alberto Bettiol (ITA)              | DNF                       |
| 152                       | Stefan Bissegger (SUI)             | 26.                       |
| 153                       | Owain Doull (GBR)                  | 107.                      |
| 154                       | Lukas Nerurkar (GBR)               | DNF                       |
| 155                       | Jonas Rutsch (GER)                 | DNF                       |
| 156                       | Harry Sweeny (AUS)                 | 70.                       |
| 157                       | Jardi Christiaan van der Lee (NED) | HD                        |

| Cofidis COF | Cofidis COF                 | Cofidis COF |
| ----------- | --------------------------- | ----------- |
| Nr.         | Rytter                      | Placering   |
| 161         | Alexis Renard (FRA)         | HD          |
| 162         | Piet Allegaert (BEL)        | 35.         |
| 163         | Stanisław Aniołkowski (POL) | 73.         |
| 164         | Aimé De Gendt (BEL)         | 104.        |
| 165         | Milan Fretin (BEL)          | HD          |
| 166         | Christophe Noppe (BEL)      | DNF         |
| 167         | Ludovic Robeet (BEL)        | 95.         |

| Movistar Team MOV | Movistar Team MOV             | Movistar Team MOV |
| ----------------- | ----------------------------- | ----------------- |
| Nr.               | Rytter                        | Placering         |
| 171               | Oier Lazkano (ESP) (landevej) | DNF               |
| 172               | Rémi Cavagna (FRA)            | 103.              |
| 173               | Iván García Cortina (ESP)     | 63.               |
| 174               | Johan Jacobs (SUI)            | 38.               |
| 175               | Mathias Norsgaard (DEN)       | 69.               |
| 176               | Manlio Moro (ITA)             | HD                |
| 177               | Vinicius Rangel Costa (BRA)   | 94.               |

| TotalEnergies TEN | TotalEnergies TEN       | TotalEnergies TEN |
| ----------------- | ----------------------- | ----------------- |
| Nr.               | Rytter                  | Placering         |
| 181               | Anthony Turgis (FRA)    | 54.               |
| 182               | Lucas Boniface (FRA)    | DNF               |
| 183               | Sandy Dujardin (FRA)    | 55.               |
| 184               | Thomas Gachignard (FRA) | 30.               |
| 185               | Émilien Jeannière (FRA) | DNF               |
| 186               | Lorrenzo Manzin (FRA)   | DNF               |
| 187               | Dries Van Gestel (BEL)  | 13.               |

| Lotto Dstny LTD | Lotto Dstny LTD          | Lotto Dstny LTD |
| --------------- | ------------------------ | --------------- |
| Nr.             | Rytter                   | Placering       |
| 191             | Cedric Beullens (BEL)    | 81.             |
| 192             | Sébastien Grignard (BEL) | 68.             |
| 193             | Jacopo Guarnieri (ITA)   | DNF             |
| 194             | Mathijs Paasschens (NED) | HD              |
| 195             | Alec Segaert (BEL)       | 66.             |
| 196             | Liam Slock (BEL)         | 20.             |
| 197             | Brent Van Moer (BEL)     | 56.             |

| Astana Qazaqstan Team AST | Astana Qazaqstan Team AST | Astana Qazaqstan Team AST |
| ------------------------- | ------------------------- | ------------------------- |
| Nr.                       | Rytter                    | Placering                 |
| 201                       | Cees Bol (NED)            | 80.                       |
| 202                       | Jevgenij Fedorov (KAZ)    | 14.                       |
| 203                       | Jevgenij Giditj (KAZ)     | DNF                       |
| 204                       | Dmitrij Gruzdev (KAZ)     | DNF                       |
| 205                       | Michael Mørkøv (DEN)      | DNS                       |
| 206                       | Rüdiger Selig (GER)       | 64.                       |
| 207                       | Gleb Syritsa              | DNF                       |

| Israel-Premier Tech IPT | Israel-Premier Tech IPT | Israel-Premier Tech IPT |
| ----------------------- | ----------------------- | ----------------------- |
| Nr.                     | Rytter                  | Placering               |
| 211                     | Riley Sheehan (USA)     | 75.                     |
| 212                     | Guillaume Boivin (CAN)  | DNF                     |
| 213                     | Hugo Hofstetter (FRA)   | 79.                     |
| 214                     | Riley Pickrell (CAN)    | HD                      |
| 215                     | Nadav Raisberg (ISR)    | 67.                     |
| 216                     | Tom Van Asbroeck (BEL)  | 31.                     |
| 217                     | Rick Zabel (GER)        | 106.                    |

| Q36.5 Pro Cycling Team Q36 | Q36.5 Pro Cycling Team Q36 | Q36.5 Pro Cycling Team Q36 |
| -------------------------- | -------------------------- | -------------------------- |
| Nr.                        | Rytter                     | Placering                  |
| 221                        | Jannik Steimle (GER)       | 33.                        |
| 222                        | Fabio Christen (SUI)       | 61.                        |
| 223                        | Tobias Ludvigsson (SWE)    | DNF                        |
| 224                        | Kamil Małecki (POL)        | 18.                        |
| 225                        | Cyrus Monk (AUS)           | HD                         |
| 226                        | Joey Rosskopf (USA)        | 109.                       |
| 227                        | Rory Townsend (IRL)        | 108.                       |

| Bingoal WB BWB | Bingoal WB BWB            | Bingoal WB BWB |
| -------------- | ------------------------- | -------------- |
| Nr.            | Rytter                    | Placering      |
| 231            | Jelle Vermoote (BEL)      | DNF            |
| 232            | Louis Blouwe (BEL)        | DNF            |
| 233            | Luca De Meester (BEL)     | 100.           |
| 234            | Ceriel Desal (BEL)        | 78.            |
| 235            | Alexander Salby (DEN)     | DNF            |
| 236            | Aaron Van der Beken (BEL) | 96.            |
| 237            | Sasha Weemaes (BEL)       | DNF            |

| Team Flanders-Baloise TFB | Team Flanders-Baloise TFB | Team Flanders-Baloise TFB |
| ------------------------- | ------------------------- | ------------------------- |
| Nr.                       | Rytter                    | Placering                 |
| 241                       | Lars Craps (BEL)          | DNF                       |
| 242                       | Siebe Deweirdt (BEL)      | DNF                       |
| 243                       | Jules Hesters (BEL)       | 62.                       |
| 244                       | Dylan Vandenstorme (BEL)  | 93.                       |
| 245                       | Yentl Vandevelde (BEL)    | 91.                       |
| 246                       | Ward Vanhoof (BEL)        | 98.                       |
| 247                       | Victor Vercouillie (BEL)  | HD                        |

| Alpecin-Deceuninck ADC | Alpecin-Deceuninck ADC                | Alpecin-Deceuninck ADC |
| ---------------------- | ------------------------------------- | ---------------------- |
| Nr.                    | Rytter                                | Placering              |
| 1                      | Mathieu van der Poel (NED) (landevej) | 1.                     |
| 2                      | Silvan Dillier (SUI)                  | 85.                    |
| 3                      | Timo Kielich (BEL)                    | 86.                    |
| 4                      | Jasper Philipsen (BEL)                | 2.                     |
| 5                      | Edward Planckaert (BEL)               | 45.                    |
| 6                      | Oscar Riesebeek (NED)                 | HD                     |
| 7                      | Gianni Vermeersch (BEL)               | 6.                     |

| Team Visma \| Lease a Bike TVL | Team Visma \| Lease a Bike TVL      | Team Visma \| Lease a Bike TVL |
| ------------------------------ | ----------------------------------- | ------------------------------ |
| Nr.                            | Rytter                              | Placering                      |
| 11                             | Dylan van Baarle (NED) (landevej)   | DNS                            |
| 12                             | Edoardo Affini (ITA)                | 71.                            |
| 13                             | Per Strand Hagenes (NOR)            | 44.                            |
| 14                             | Christophe Laporte (FRA) (landevej) | 25.                            |
| 15                             | Julien Vermote (BEL)                | 52.                            |
| 16                             | Tim van Dijke (NED)                 | 16.                            |
| 17                             | Mick van Dijke (NED)                | 19.                            |

| Lidl-Trek LTK | Lidl-Trek LTK                  | Lidl-Trek LTK |
| ------------- | ------------------------------ | ------------- |
| Nr.           | Rytter                         | Placering     |
| 21            | Mads Pedersen (DEN)            | 3.            |
| 22            | Tim Declercq (BEL)             | 39.           |
| 23            | Daan Hoole (NED)               | 53.           |
| 24            | Jonathan Milan (ITA)           | DNF           |
| 25            | Edward Theuns (BEL)            | 47.           |
| 26            | Mathias Vacek (CZE) (landevej) | 43.           |
| 27            | Otto Vergaerde (BEL)           | DNF           |

| Groupama-FDJ GFC | Groupama-FDJ GFC        | Groupama-FDJ GFC |
| ---------------- | ----------------------- | ---------------- |
| Nr.              | Rytter                  | Placering        |
| 31               | Stefan Küng (SUI)       | 5.               |
| 32               | Lewis Askey (GBR)       | 37.              |
| 33               | Sven Erik Bystrøm (NOR) | 74.              |
| 34               | Clément Davy (FRA)      | 90.              |
| 35               | Fabian Lienhard (SUI)   | 84.              |
| 36               | Laurence Pithie (NZL)   | 7.               |
| 37               | Marc Sarreau (FRA)      | 46.              |

| Team dsm-firmenich PostNL DFP | Team dsm-firmenich PostNL DFP | Team dsm-firmenich PostNL DFP |
| ----------------------------- | ----------------------------- | ----------------------------- |
| Nr.                           | Rytter                        | Placering                     |
| 41                            | John Degenkolb (GER)          | 11.                           |
| 42                            | Pavel Bittner (CZE)           | 29.                           |
| 43                            | Patrick Eddy (AUS)            | DNF                           |
| 44                            | Nils Eekhoff (NED)            | 32.                           |
| 45                            | Niklas Märkl (GER)            | HD                            |
| 46                            | Tim Naberman (NED)            | HD                            |
| 47                            | Casper van Uden (NED)         | DNF                           |

| Team Jayco AlUla JAY | Team Jayco AlUla JAY        | Team Jayco AlUla JAY |
| -------------------- | --------------------------- | -------------------- |
| Nr.                  | Rytter                      | Placering            |
| 51                   | Max Walscheid (GER)         | 49.                  |
| 52                   | Luke Durbridge (AUS)        | DNF                  |
| 53                   | Anders Foldager (DEN)       | HD                   |
| 54                   | Amund Grøndahl Jansen (NOR) | HD                   |
| 55                   | Kelland O'Brien (AUS)       | 110.                 |
| 56                   | Blake Quick (AUS)           | HD                   |
| 57                   | Elmar Reinders (NED)        | DNF                  |

| Intermarché-Wanty IWA | Intermarché-Wanty IWA     | Intermarché-Wanty IWA |
| --------------------- | ------------------------- | --------------------- |
| Nr.                   | Rytter                    | Placering             |
| 61                    | Laurenz Rex (BEL)         | DNF                   |
| 62                    | Madis Mihkels (EST)       | 10.                   |
| 63                    | Hugo Page (FRA)           | 34.                   |
| 64                    | Adrien Petit (FRA)        | DNF                   |
| 65                    | Baptiste Planckaert (BEL) | 59.                   |
| 66                    | Mike Teunissen (NED)      | 22.                   |
| 67                    | Gijs Van Hoecke (BEL)     | DNF                   |

| Uno-X Mobility UXM | Uno-X Mobility UXM          | Uno-X Mobility UXM |
| ------------------ | --------------------------- | ------------------ |
| Nr.                | Rytter                      | Placering          |
| 71                 | Alexander Kristoff (NOR)    | 21.                |
| 72                 | Jonas Abrahamsen (NOR)      | 27.                |
| 73                 | Stian Fredheim (NOR)        | 65.                |
| 74                 | Tord Gudmestad (NOR)        | 89.                |
| 75                 | Erik Nordsæter Resell (NOR) | DNF                |
| 76                 | Rasmus Tiller (NOR)         | 28.                |
| 77                 | Søren Wærenskjold (NOR)     | 9.                 |

| UAE Team Emirates UAD | UAE Team Emirates UAD  | UAE Team Emirates UAD |
| --------------------- | ---------------------- | --------------------- |
| Nr.                   | Rytter                 | Placering             |
| 81                    | Nils Politt (GER)      | 4.                    |
| 82                    | Mikkel Bjerg (DEN)     | 51.                   |
| 83                    | Álvaro Hodeg (COL)     | DNF                   |
| 85                    | Sebastián Molano (COL) | 76.                   |
| 86                    | António Morgado (POR)  | 87.                   |
| 87                    | Michael Vink (NZL)     | DNS                   |
| 88                    | Tim Wellens (BEL)      | 15.                   |

| Ineos Grenadiers IGD | Ineos Grenadiers IGD | Ineos Grenadiers IGD |
| -------------------- | -------------------- | -------------------- |
| Nr.                  | Rytter               | Placering            |
| 91                   | Ben Turner (GBR)     | DNF                  |
| 92                   | Andrew August (USA)  | HD                   |
| 93                   | Ben Swift (GBR)      | 58.                  |
| 94                   | Connor Swift (GBR)   | 48.                  |
| 95                   | Tom Pidcock (GBR)    | 17.                  |
| 96                   | Joshua Tarling (GBR) | DQ                   |
| 97                   | Elia Viviani (ITA)   | DNF                  |

| Bahrain Victorious TBV | Bahrain Victorious TBV       | Bahrain Victorious TBV |
| ---------------------- | ---------------------------- | ---------------------- |
| Nr.                    | Rytter                       | Placering              |
| 101                    | Fred Wright (GBR) (landevej) | 12.                    |
| 102                    | Kamil Gradek (POL)           | 41.                    |
| 103                    | Fran Miholjević (CRO)        | 102.                   |
| 104                    | Andrea Pasqualon (ITA)       | 50.                    |
| 105                    | Dušan Rajović (SRB)          | 92.                    |
| 106                    | Cameron Scott (AUS)          | HD                     |
| 107                    | Łukasz Wiśniowski (POL)      | DNF                    |

| Soudal Quick-Step SOQ | Soudal Quick-Step SOQ    | Soudal Quick-Step SOQ |
| --------------------- | ------------------------ | --------------------- |
| Nr.                   | Rytter                   | Placering             |
| 111                   | Yves Lampaert (BEL)      | 36.                   |
| 112                   | Kasper Asgreen (DEN)     | 88.                   |
| 113                   | Tim Merlier (BEL)        | DNF                   |
| 114                   | Gianni Moscon (ITA)      | DNF                   |
| 115                   | Casper Pedersen (DEN)    | DNF                   |
| 116                   | Bert Van Lerberghe (BEL) | 42.                   |
| 117                   | Warre Vangheluwe (BEL)   | DNF                   |

| Arkéa-B&B Hotels ARK | Arkéa-B&B Hotels ARK   | Arkéa-B&B Hotels ARK |
| -------------------- | ---------------------- | -------------------- |
| Nr.                  | Rytter                 | Placering            |
| 121                  | Luca Mozzato (ITA)     | 72.                  |
| 122                  | Jenthe Biermans (BEL)  | 23.                  |
| 123                  | David Dekker (NED)     | DNF                  |
| 124                  | Donavan Grondin (FRA)  | 82.                  |
| 125                  | Daniel McLay (GBR)     | HD                   |
| 126                  | Miles Scotson (AUS)    | 105.                 |
| 127                  | Florian Sénéchal (FRA) | 60.                  |

| Bora-Hansgrohe BOH | Bora-Hansgrohe BOH   | Bora-Hansgrohe BOH |
| ------------------ | -------------------- | ------------------ |
| Nr.                | Rytter               | Placering          |
| 131                | Marco Haller (AUT)   | DNF                |
| 132                | Emil Herzog (GER)    | HD                 |
| 133                | Luis-Joe Lührs (GER) | DNF                |
| 134                | Filip Maciejuk (POL) | 97.                |
| 135                | Jordi Meeus (BEL)    | 8.                 |
| 136                | Ryan Mullen (IRL)    | DNF                |
| 137                | Sam Welsford (AUS)   | 83.                |

| Decathlon-AG2R La Mondiale DAT | Decathlon-AG2R La Mondiale DAT | Decathlon-AG2R La Mondiale DAT |
| ------------------------------ | ------------------------------ | ------------------------------ |
| Nr.                            | Rytter                         | Placering                      |
| 141                            | Oliver Naesen (BEL)            | 24.                            |
| 142                            | Edvald Boasson Hagen (NOR)     | 77.                            |
| 143                            | Dries De Bondt (BEL)           | DNF                            |
| 144                            | Sander De Pestel (BEL)         | 40.                            |
| 145                            | Pierre Gautherat (FRA)         | 57.                            |
| 146                            | Jordan Labrosse (FRA)          | 101.                           |
| 147                            | Damien Touzé (FRA)             | 99.                            |

| EF Education-EasyPost EFE | EF Education-EasyPost EFE          | EF Education-EasyPost EFE |
| ------------------------- | ---------------------------------- | ------------------------- |
| Nr.                       | Rytter                             | Placering                 |
| 151                       | Alberto Bettiol (ITA)              | DNF                       |
| 152                       | Stefan Bissegger (SUI)             | 26.                       |
| 153                       | Owain Doull (GBR)                  | 107.                      |
| 154                       | Lukas Nerurkar (GBR)               | DNF                       |
| 155                       | Jonas Rutsch (GER)                 | DNF                       |
| 156                       | Harry Sweeny (AUS)                 | 70.                       |
| 157                       | Jardi Christiaan van der Lee (NED) | HD                        |

| Cofidis COF | Cofidis COF                 | Cofidis COF |
| ----------- | --------------------------- | ----------- |
| Nr.         | Rytter                      | Placering   |
| 161         | Alexis Renard (FRA)         | HD          |
| 162         | Piet Allegaert (BEL)        | 35.         |
| 163         | Stanisław Aniołkowski (POL) | 73.         |
| 164         | Aimé De Gendt (BEL)         | 104.        |
| 165         | Milan Fretin (BEL)          | HD          |
| 166         | Christophe Noppe (BEL)      | DNF         |
| 167         | Ludovic Robeet (BEL)        | 95.         |

| Movistar Team MOV | Movistar Team MOV             | Movistar Team MOV |
| ----------------- | ----------------------------- | ----------------- |
| Nr.               | Rytter                        | Placering         |
| 171               | Oier Lazkano (ESP) (landevej) | DNF               |
| 172               | Rémi Cavagna (FRA)            | 103.              |
| 173               | Iván García Cortina (ESP)     | 63.               |
| 174               | Johan Jacobs (SUI)            | 38.               |
| 175               | Mathias Norsgaard (DEN)       | 69.               |
| 176               | Manlio Moro (ITA)             | HD                |
| 177               | Vinicius Rangel Costa (BRA)   | 94.               |

| TotalEnergies TEN | TotalEnergies TEN       | TotalEnergies TEN |
| ----------------- | ----------------------- | ----------------- |
| Nr.               | Rytter                  | Placering         |
| 181               | Anthony Turgis (FRA)    | 54.               |
| 182               | Lucas Boniface (FRA)    | DNF               |
| 183               | Sandy Dujardin (FRA)    | 55.               |
| 184               | Thomas Gachignard (FRA) | 30.               |
| 185               | Émilien Jeannière (FRA) | DNF               |
| 186               | Lorrenzo Manzin (FRA)   | DNF               |
| 187               | Dries Van Gestel (BEL)  | 13.               |

| Lotto Dstny LTD | Lotto Dstny LTD          | Lotto Dstny LTD |
| --------------- | ------------------------ | --------------- |
| Nr.             | Rytter                   | Placering       |
| 191             | Cedric Beullens (BEL)    | 81.             |
| 192             | Sébastien Grignard (BEL) | 68.             |
| 193             | Jacopo Guarnieri (ITA)   | DNF             |
| 194             | Mathijs Paasschens (NED) | HD              |
| 195             | Alec Segaert (BEL)       | 66.             |
| 196             | Liam Slock (BEL)         | 20.             |
| 197             | Brent Van Moer (BEL)     | 56.             |

| Astana Qazaqstan Team AST | Astana Qazaqstan Team AST | Astana Qazaqstan Team AST |
| ------------------------- | ------------------------- | ------------------------- |
| Nr.                       | Rytter                    | Placering                 |
| 201                       | Cees Bol (NED)            | 80.                       |
| 202                       | Jevgenij Fedorov (KAZ)    | 14.                       |
| 203                       | Jevgenij Giditj (KAZ)     | DNF                       |
| 204                       | Dmitrij Gruzdev (KAZ)     | DNF                       |
| 205                       | Michael Mørkøv (DEN)      | DNS                       |
| 206                       | Rüdiger Selig (GER)       | 64.                       |
| 207                       | Gleb Syritsa              | DNF                       |

| Israel-Premier Tech IPT | Israel-Premier Tech IPT | Israel-Premier Tech IPT |
| ----------------------- | ----------------------- | ----------------------- |
| Nr.                     | Rytter                  | Placering               |
| 211                     | Riley Sheehan (USA)     | 75.                     |
| 212                     | Guillaume Boivin (CAN)  | DNF                     |
| 213                     | Hugo Hofstetter (FRA)   | 79.                     |
| 214                     | Riley Pickrell (CAN)    | HD                      |
| 215                     | Nadav Raisberg (ISR)    | 67.                     |
| 216                     | Tom Van Asbroeck (BEL)  | 31.                     |
| 217                     | Rick Zabel (GER)        | 106.                    |

| Q36.5 Pro Cycling Team Q36 | Q36.5 Pro Cycling Team Q36 | Q36.5 Pro Cycling Team Q36 |
| -------------------------- | -------------------------- | -------------------------- |
| Nr.                        | Rytter                     | Placering                  |
| 221                        | Jannik Steimle (GER)       | 33.                        |
| 222                        | Fabio Christen (SUI)       | 61.                        |
| 223                        | Tobias Ludvigsson (SWE)    | DNF                        |
| 224                        | Kamil Małecki (POL)        | 18.                        |
| 225                        | Cyrus Monk (AUS)           | HD                         |
| 226                        | Joey Rosskopf (USA)        | 109.                       |
| 227                        | Rory Townsend (IRL)        | 108.                       |

| Bingoal WB BWB | Bingoal WB BWB            | Bingoal WB BWB |
| -------------- | ------------------------- | -------------- |
| Nr.            | Rytter                    | Placering      |
| 231            | Jelle Vermoote (BEL)      | DNF            |
| 232            | Louis Blouwe (BEL)        | DNF            |
| 233            | Luca De Meester (BEL)     | 100.           |
| 234            | Ceriel Desal (BEL)        | 78.            |
| 235            | Alexander Salby (DEN)     | DNF            |
| 236            | Aaron Van der Beken (BEL) | 96.            |
| 237            | Sasha Weemaes (BEL)       | DNF            |

| Team Flanders-Baloise TFB | Team Flanders-Baloise TFB | Team Flanders-Baloise TFB |
| ------------------------- | ------------------------- | ------------------------- |
| Nr.                       | Rytter                    | Placering                 |
| 241                       | Lars Craps (BEL)          | DNF                       |
| 242                       | Siebe Deweirdt (BEL)      | DNF                       |
| 243                       | Jules Hesters (BEL)       | 62.                       |
| 244                       | Dylan Vandenstorme (BEL)  | 93.                       |
| 245                       | Yentl Vandevelde (BEL)    | 91.                       |
| 246                       | Ward Vanhoof (BEL)        | 98.                       |
| 247                       | Victor Vercouillie (BEL)  | HD                        |